# Црква Светог апостола и јеванђелисте Марка у Доњем Врању
Црква Светог апостола и јеванђелисте Марка у Врању, насељеном месту на територији града Врања, православни је храм који припада Епархији врањској Српске православне цркве.
Црква посвећена Светом апостолу и јеванђелисти Марку подигнута је око 1880. године, а 1941. године порушена од стране бугарског окупатора. Велику обнову доживљава 1972. године, благодарећи Чедомиру Стошићу и његовој породици.
На западном зиду, са спољашње стране, налазио се натпис о обнови цркве: Овај храм Светог Марка у Доњем Врању би обновљен 1972. добровољним прилозима мештана Доњег Врања, а највећим пожртвовањем Чедомира Стошића, пензионера из Д. Врање.
Године 1996. на дан Светог апостола и јеванђелисте Марка, 8. маја, Епископ врањски Пахомије извршио је чин освећења ове цркве. Дана 20. септембра 2009. године, Епископ Пахомије је у црквеној порти положио камен темељац за изградњу нове народне трпезарије са парохијским домовима, која је завршена 2014. године.
У периоду од 2017. до 2019. године, црква је у потпуности реконструисана, тако да је изграђена је нова купола на храму, проширена олтарска апсида, урађен нови под и постављен нови иконостас са новим иконама. На празник Светих мученика Сергија и Вакха, 20. октобра 2019. године, Епископ врањски Пахомије обавио је мало освећење обновљеног храма, у присуству великог броја верника.